# Cody Rigsby
Cody Rigsby (California, 8 de junio de 1987) es un instructor de fitness, bailarín y personalidad de televisión estadounidense.

## Primeros años
Rigsby nació en California pero se crio en Greensboro, Carolina del Norte. En su primer año de universidad en la Universidad de Carolina del Norte en Greensboro, comenzó a asistir a clases de ballet en un teatro comunitario. Viajó a la ciudad de Nueva York después de que un amigo le hablara de una pasantía en una escuela de baile.
Regresó a Greensboro en el otoño, donde se declaró gay ante sus compañeros. Se mudó permanentemente a la ciudad de Nueva York en 2009.

## Carrera
Después de graduarse de la universidad, Rigsby bailó en varios clubes nocturnos y bares gay; también trabajó para Katy Perry, Pitbull y Saturday Night Live. Bailó como respaldo de Nicki Minaj durante el Victoria's Secret Fashion Show de 2011.
Mientras trabajaba en The Box Manhattan, un club de burlesque, un coreógrafo le habló de Peloton, una empresa de acondicionamiento físico que buscaba contratar artistas. Rigsby envió una solicitud y fue contratado poco después.
El 19 de septiembre de 2021, Rigsby fue seleccionado para competir en la trigésima temporada de Dancing with the Stars, siendo emparejado con la bailarina profesional Cheryl Burke. Ambos lograron llegar a la final de la competencia y finalizaron en el tercer puesto.

## Vida personal
Rigsby es abiertamente gay.